# Fali Candé
Fali Candé (sinh ngày 24 tháng 1 năm 1998) là cầu thủ bóng đá chuyên nghiệp người Guiné-Bissau thi đấu tại vị trí hậu vệ cánh trái cho câu lạc bộ Venezia tại Serie A, theo dạng cho mượn từ Metz và Đội tuyển bóng đá quốc gia Guiné-Bissau.

## Sự nghiệp thi đấu

### Câu lạc bộ
Candé ra mắt Portimonense trong trận hoà 2-2 tại Primeira Liga với Benfica vào ngày 10 tháng 6 năm 2020.
Vào ngày 26 tháng 1 năm 2022, Candé ký hợp đồng có thời hạn đến tháng 6 năm 2026 với Metz.

### Quốc tế
Anh ra mắt Đội tuyển bóng đá quốc gia Guiné-Bissau vào ngày 26 tháng 3 năm 2021 trong trận đấu thuộc khuôn khổ Vòng loại Cúp bóng đá châu Phi 2021 trước Eswatini.